# Замок Ругбург
Замок Ругбург (нем. Ruggburg) — руины средневекового замка недалеко от австрийской коммуны Айхенберг (федеральная земля Форарльберг); был возведён на холме у важной региональной дороги, ведущей к Боденскому озеру, предположительно в X веке как замок Трудбург (нем. Trudburg). Был разрушен в 1025 году и восстановлен в период между 1040 и 1125 годами. В 1245 году владельцами замка стали являлись лорды Айхстеген-Левенталь. В 1452 году Ругбург был осаждён вооружённым формированием из 600 человек и пал после пяти недель обстрела. Между 1529 и 1825 годами большая часть руин замка обрушилась на западный склон холма.

## История
Первое, предположительно деревянное, оборонительное сооружение под названием «Трудбург» было построено на месте замка Ругбург в X веке. Трудбург был разрушен в 1025 году в ходе вооружённого конфликта между швабским герцогом Эрнстом II и императором Священной Римской империи Конрадом II. В период между 1040 и 1125 годами замок был восстановлен уже как каменное сооружение. Лорды Айхстеген-Левенталь упоминаются как первые известные владельцы замка в документах за 1245 год. В 1430 году замок был ими продан.
В 1452 году Ругбург был осаждён вооружённым формированием из 600 человек, нанятых Швабским союзом городов, в связи с неоднократными нападениями из замка на торговцев и поселения между Рейном и Дунаем: руководителем нападений был Ганс фон Рехберг. Замок пал после пяти недель обстрела. Графы фон Зарганс, которые были формальными владельцами замка и не имели никакого отношения к деятельности Ганса фон Рехберга, подали в суд на Швабский союз в связи с уничтожением их собственности. В результате Союз выплатил истцам 6200 гульденов — но с условием, что укрепления Ругбурга не будут восстанавливаться.
После этого, в период между 1529 и 1825 годами, большая часть руин замка обрушилась на крутой западный склон холма. Во время раскопок 1927—1929 годов в руинах были обнаружены различные структурные детали замка: выяснилось, что Ругбург имел площадь в 30 на 80 метров и являлся одним из крупнейших укреплений на Боденском озере.